# 紅嘴鳳冠雉
紅嘴鳳冠雉（Crax blumenbachii），又名紅嘴官鳥，是巴西特有的一種鳳冠雉科。牠們分佈在巴西東南部聖埃斯皮里圖州、巴伊亞及米納斯吉拉斯的大西洋森林。牠們的數量正在下降，是受到獵殺及伐林的威脅，有可能會從米納斯吉拉斯消失。牠們現正被引入到里約熱內盧州。正如其名，雄雞的喙是紅色的，但雌雞卻不是。

## 外部連結
- BirdLife Species Factsheet （页面存档备份，存于）